# Lengyel Művészetek Galériája

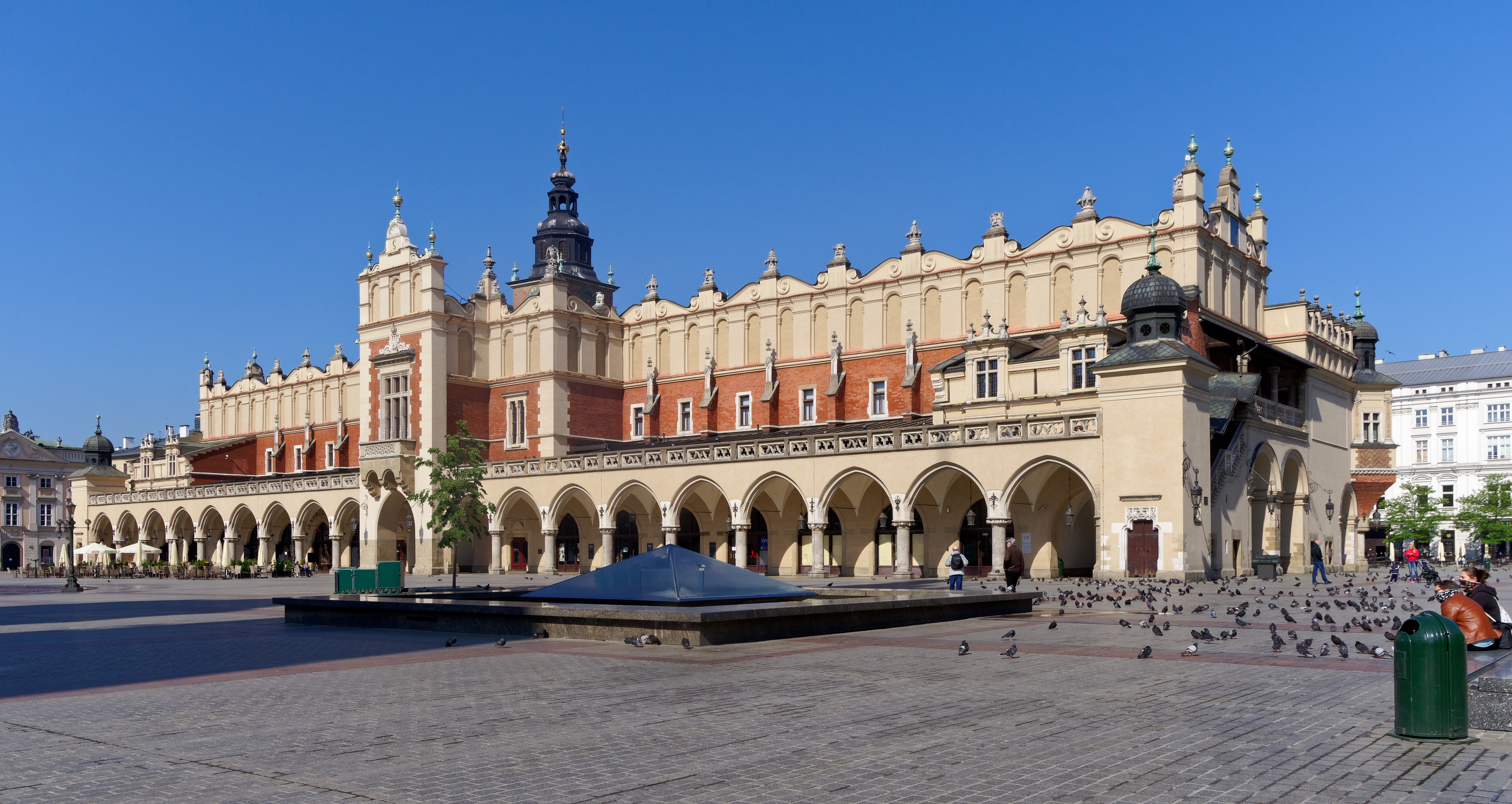
A Posztócsarnok

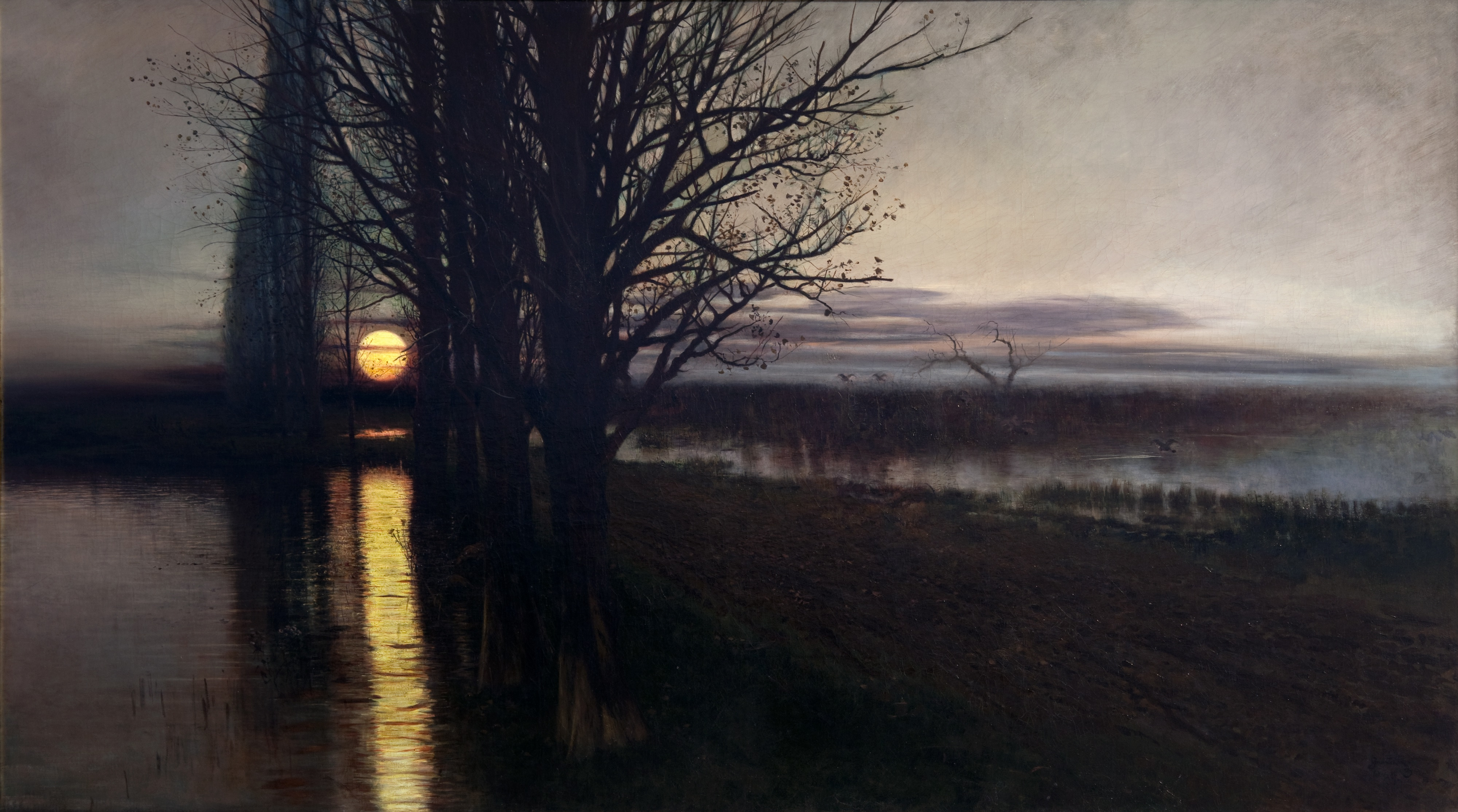
Stanisław Masłowski: Holdkelte, 1884

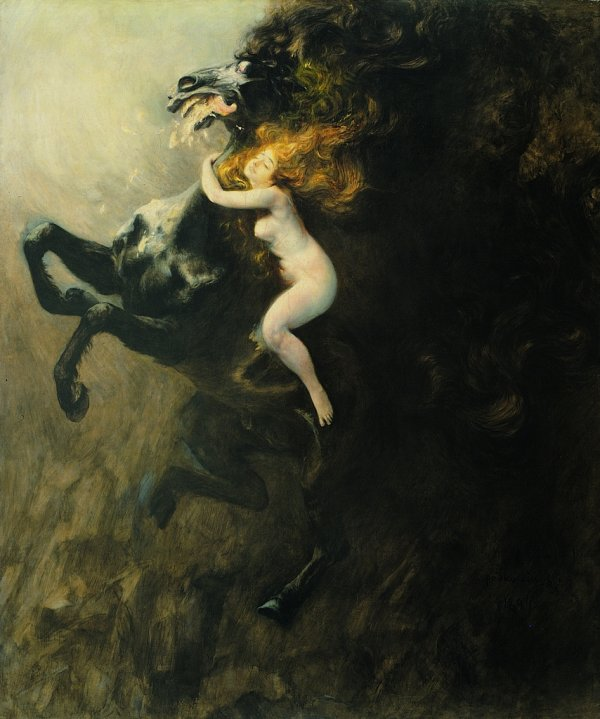
Władysław Podkowiński: Az ujjongás mámora (Ecstasy) 1894

A Lengyel Művészetek Galériája vagy a 19. századi lengyel művészet galériája a Posztócsarnokban (lengyelül: Galeria Sztuki Polskiej XIX wieku w Sukiennicach) a Krakkói Nemzeti Múzeum egyik részlege. A galéria a krakkói óvárosban, a főtér közepén található a reneszánsz Posztócsarnok felső emeletén.
A galéria négy nagyteremben a 19. századi lengyel festészet és szobrászat legnagyobb állandó kiállítását mutatja be. A Sukiennice mai gyűjteményének nagy része gyűjtők, művészek és családjaik ajándékaiból áll.

## A gyűjtemény története

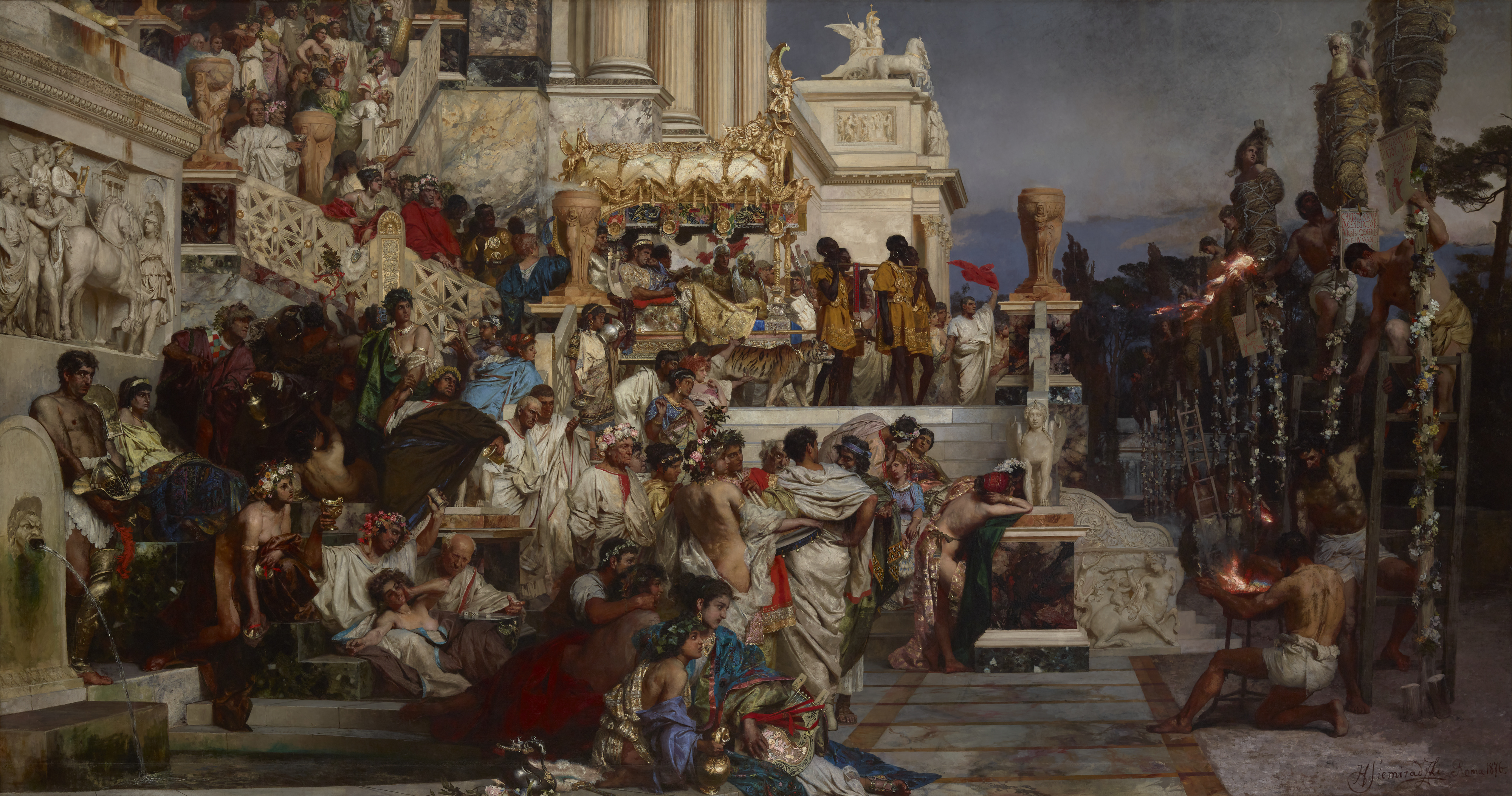
Henryk Siemiradzki: Néró fáklyái (1876)

A krakkói Nemzeti Múzeumot 1879. október 7-én alapították a krakkói városi tanács rendelete alapján a Posztócsarnok két évig tartó felújítása után. Az 1879. október 3-i ünnepélyes bálon bejelentették, hogy Henryk Siemiradzki festőművész a Néró fáklyái című monumentális festményét ajánlotta fel ajándékba a városnak, azzal a szándékkal, hogy az épületben egy vadonatúj nemzeti galériát hozzanak létre. Az új múzeum első igazgatójává Władysław Łuszczkiewiczet, a Képzőművészeti Akadémia rektorát választották. A megnyitásától kezdve jelentős kulturális helyszín volt. A gyűjtemény a  történelmi helyzet ellenére is gyorsan gyarapodott, spontán adományok özönlöttek a helyi nemességtől, valamint maguktól a művészektől.
Az 1930-as évek végére a gyűjtemény csaknem 300 000 tételből állt. A nagy adományozók listája folyamatosan nőtt, beleértve számos nemesi családot is. 1920-ban a múzeum több mint 15 000 tárgyat kapott, amelyet egyetlen gyűjtő, Feliks Manggha Jasieński adományozott.
A Maja utca 3. szám alatt található korabeli Új Főépület építése 1934-ben kezdődött. Az ókortól az újkorig terjedő összes állományt ide költöztették.
A galéria 2006 októberétől 2009-ig nagyobb felújítás miatt zárva volt a látogatók előtt. A gyűjteményeinek nagy részét ideiglenes kiállításra a Niepołomicei kastélyba költöztették. 2010-ben új technikai berendezésekkel, raktárakkal, kiszolgáló helyiségekkel, valamint a kiállítás tematikus elrendezésének javításával nyitotta meg újra kapuit, szélesebb képet nyújtva a korabeli lengyel művészetről.

## Elrendezése
A galéria elrendezése egy 19. századi szalonra emlékeztet. A négy nagy kiállítóterem mindegyikét történelmi korszakok határozzák meg, és a téma általában egyetlen központi, egy egész művészeti korszakra jellemző festmény körül forog.

### A Bacciarelli-szoba
A Bacciarelli-teremként is ismert Felvilágosodás-teremben II. Szaniszló Ágost lengyel király udvarából származó késő barokk, rokokó és klasszicista 18. századi portrék, valamint lengyel és külföldi preromantikusok történelmi festményei és csatajelenetei láthatók; elsősorban Marcello Bacciarelli, Josef Grassi, Giambattista Lampi, Per Krafft, Józef Pitschmann, Aleksander Orłowski, Franciszek Smuglewicz, Michał Stachowicz, Kazimierz Wojniakowski és mások alkotásai.

### A Michałowski-szoba
A Romantika vagy a felkelések kora című Piotr Michałowski-teremben Artur Grottger művészetét és Michałowski saját csatajeleneteit láthatjuk a híres Somosierrai csata című festményével. További művészek közé tartozik többek között Henryk Rodakowski, Jan Nepomucen Głowacki, a lengyel tájképfestészeti iskola atyja, Józef Simmler és Aleksander Józef Płonczyński.

### A Siemiradzki-szoba

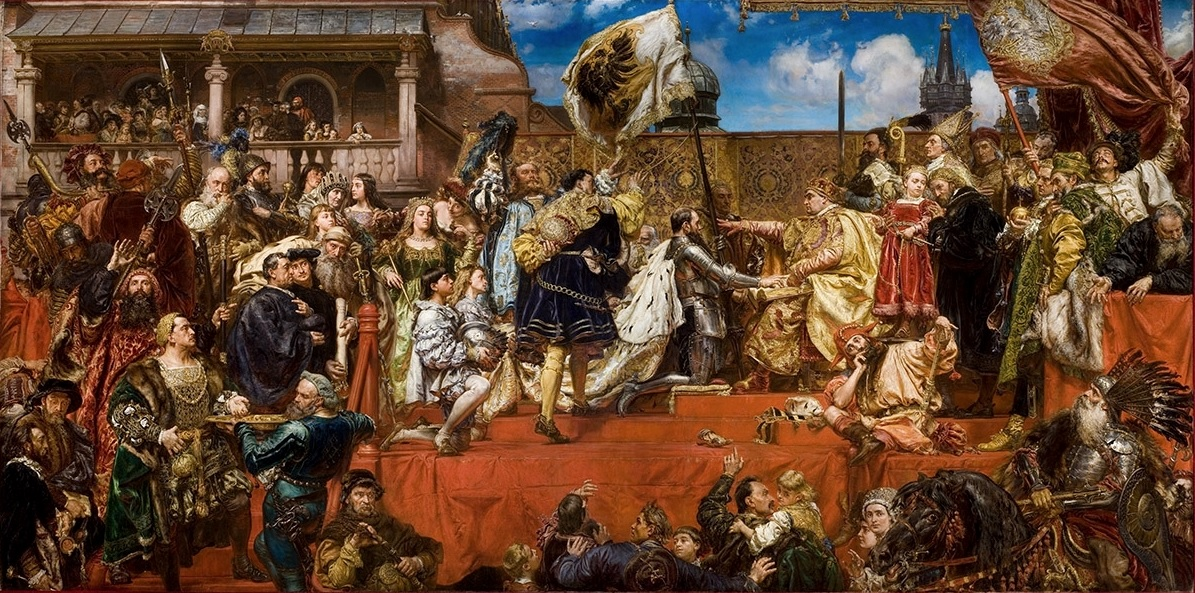
Jan Matejko: Porosz hódolat (1879–1882)

A Henryk Siemiradzki-teremben kiemelkedő helyen látható a monumentális Néró fáklyái, amelyet a már világhírű Siemiradzki ajándékozott a múzeumnak, és amelyet 1876 körül festett. A kiállítás a 19. század végének művészete körül forog; mitológiai és bibliai jelenetek, jelentős történelmi események, függetlenségi témák, tájképek és csendéletek. A kiállításon olyan művészek szerepelnek, mint Jan Matejko, Wojciech Gerson, Jacek Malczewski, Tadeusz Ajdukiewicz, valamint Władysław Łuszczkiewicz, Henryk Rodakowski és mások. A 2007-es nagyszabású restaurálást követően Matejko Porosz hódolat című történelmi panorámája is kiemelt szerepet kap.

### Chełmoński-szoba
A Józef Chełmoński-terem, amelyet realizmusnak, lengyel impresszionizmusnak és szimbolizmusnak ad teret, a 19. század végi lengyel művészet új irányzatainak van szentelve. Táj- és zsánerfestészettel, portrékkal, hétköznapi és csatajelenetekkel a Fiatal Lengyelország mozgalom vezető festőitől, nevezetesen magától Chełmońskitól, Maksymilian és Aleksander Gierymskitől, Józef Pankiewicztől, Leon Wyczółkowskitól (kiemelkedő impresszionisták); Wojciech Gersontól, Julian Fałattól, Adam Chmielowskitól, Stanisław Masłowskitól (Holdfelkelte) és Józef Brandttól. Itt látható Władysław Podkowiński nagy és ellentmondásos képe Az ujjongás mámora című alkotása; a szimbolizmust Jacek Malczewski művészete képviseli.

### A szobrászat
A szobrok között szerepel Pius Weloński Gladiátor, Walery Gadomski Salome, Piotr Wójtowicz Perseus a Medúza fejével, Antoni Pleszowski Szomorúság, Piotr Michałowski Napóleon lóháton és Stanisław Lewandowski Egy láncokat törő szláv című műve. A portrészobrok gyűjteményében Piotr Michałowski önarcképei, Antoni Kurzawa Mickiewicz, a költészet zsenijének ébredése, Antoni Madeyski Aleksander Gierymski portréja, Piotr Wójtowicz Fürdés után és Antoni Madeyski Agár című alkotása szerepel.

## A tematikus termek

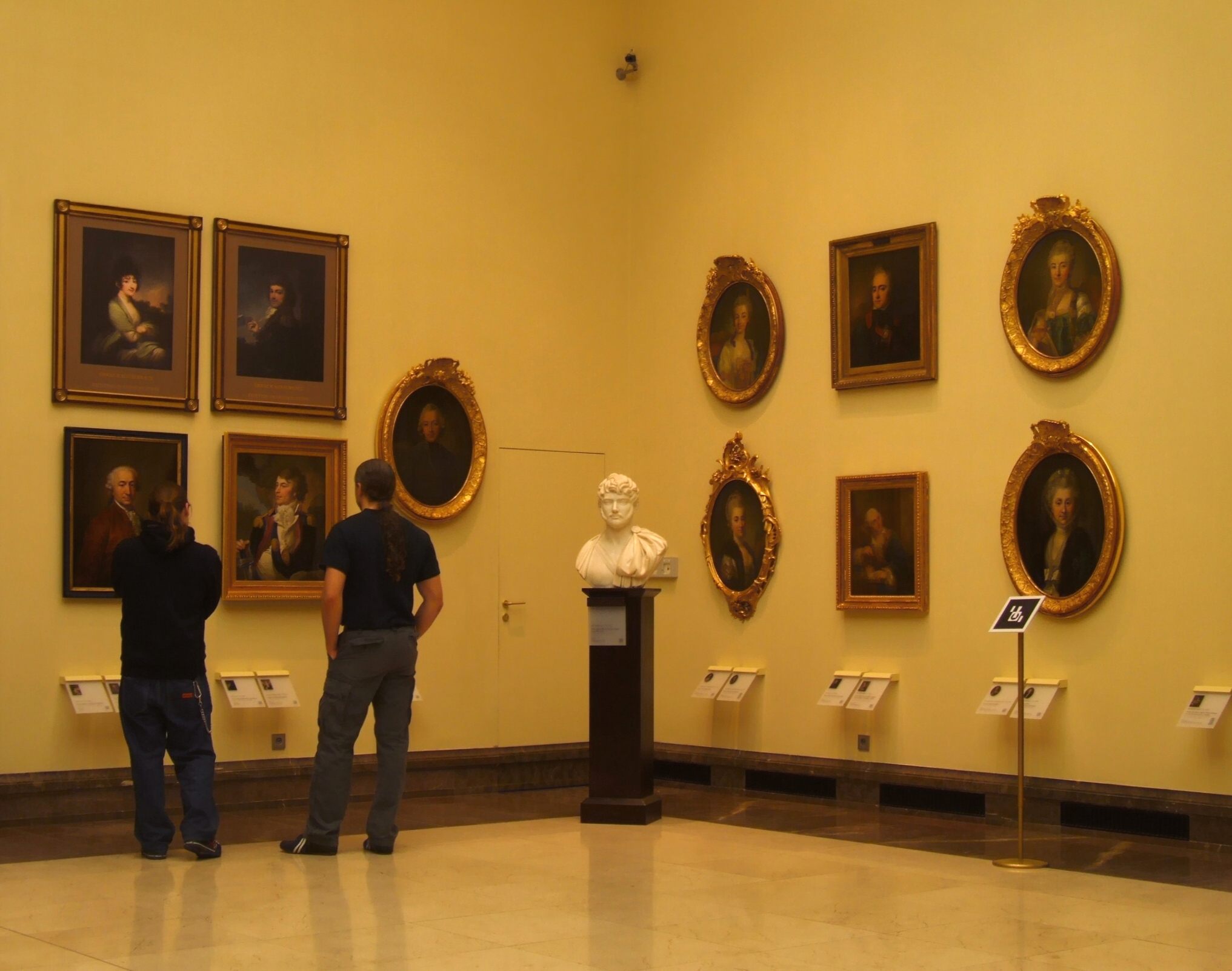
A Bacciarelli-terem
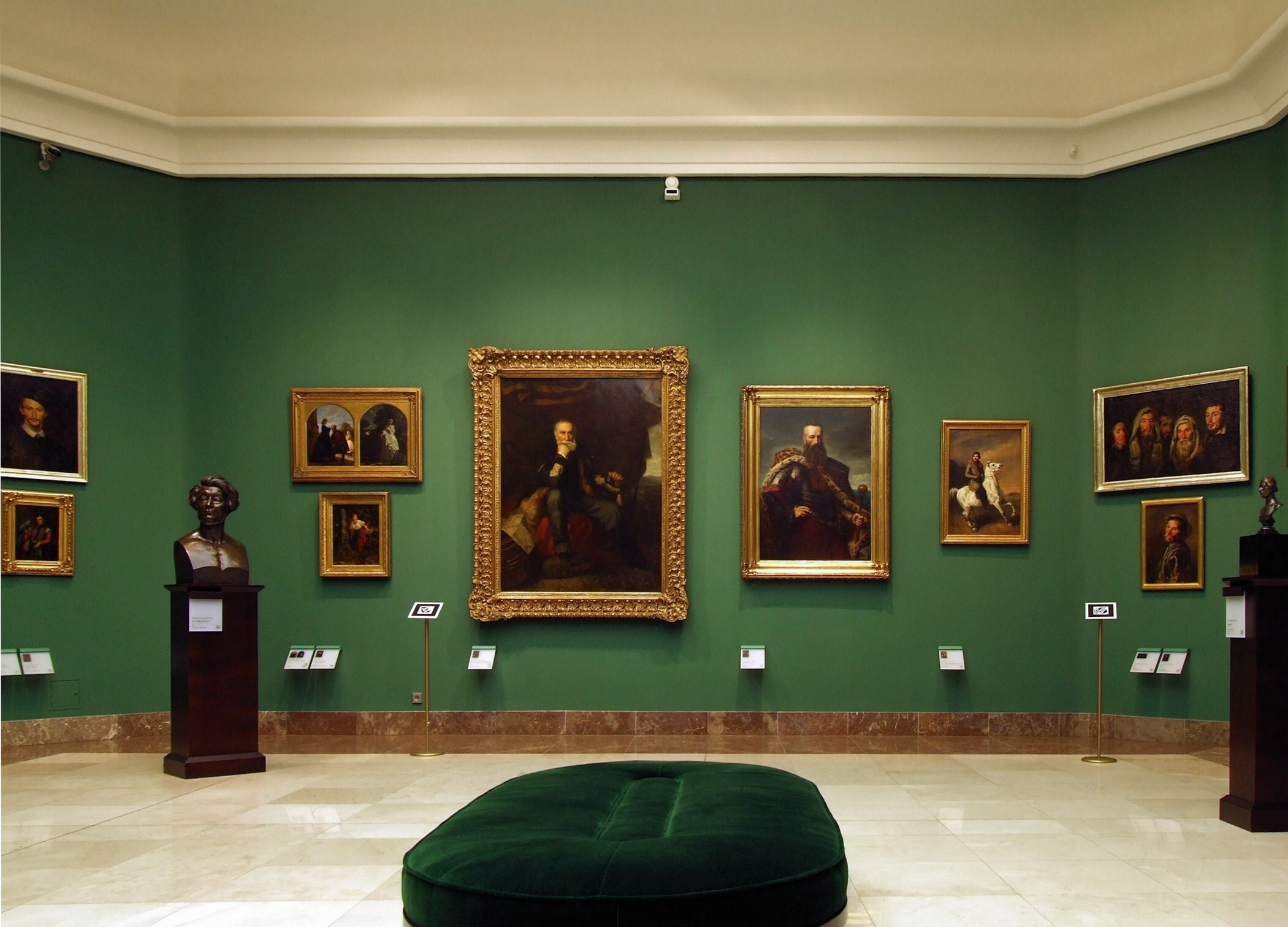
A Michałowski-terem
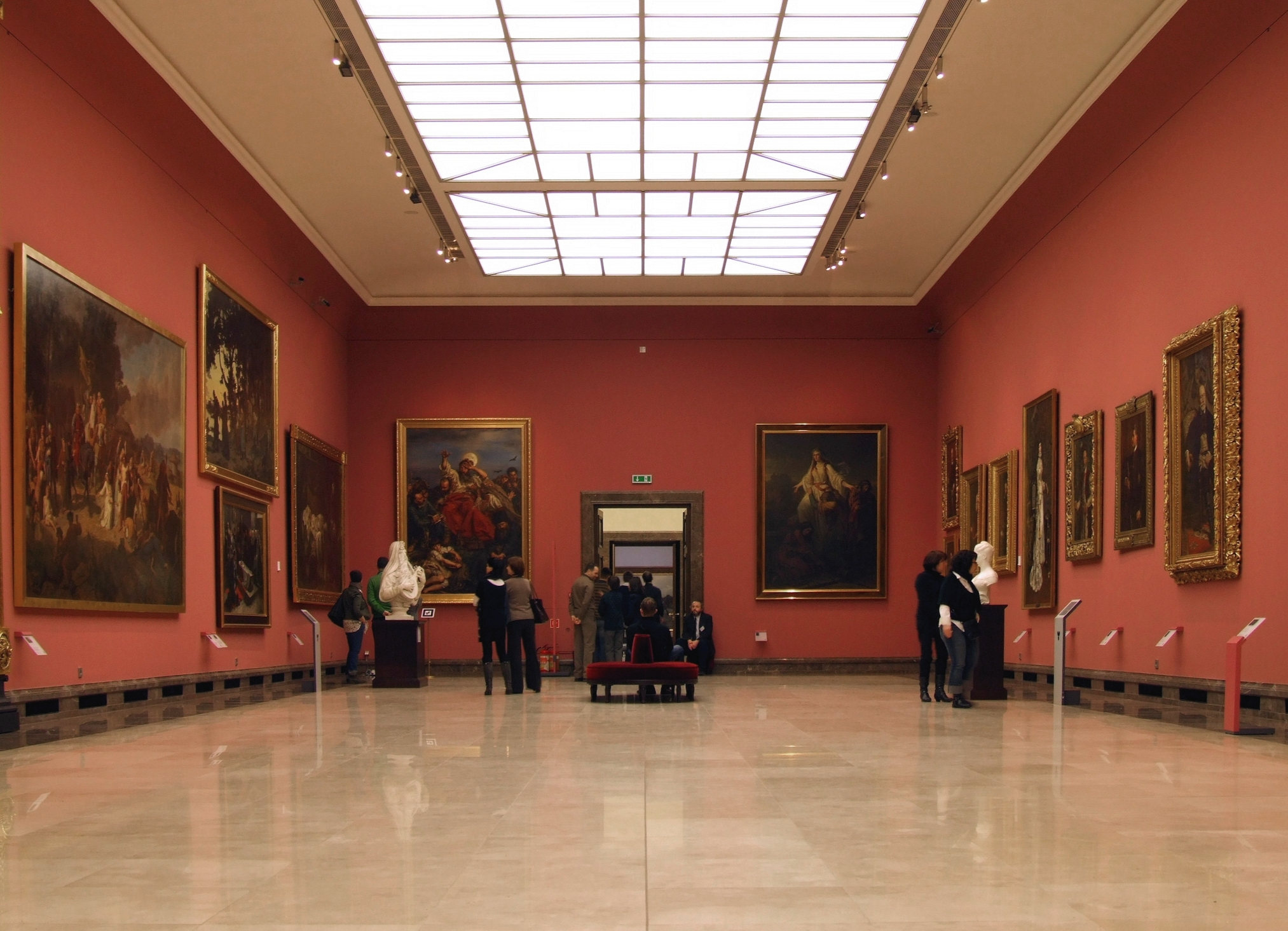
A Siemiradzki-terem
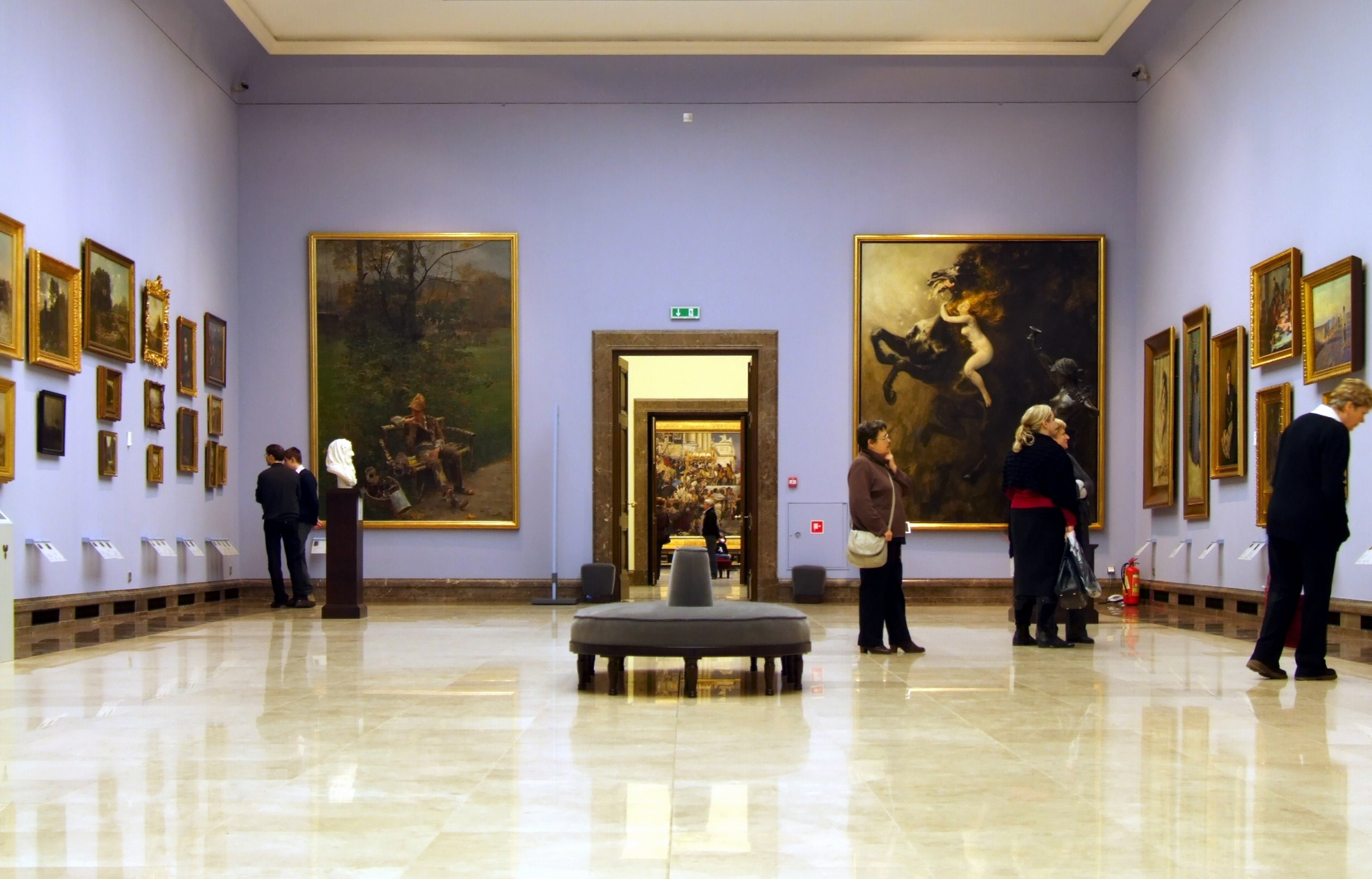
A Chełmoński-terem

## Fordítás
- Ez a szócikk részben vagy egészben  a   Sukiennice Museum című angol Wikipédia-szócikk ezen változatának fordításán alapul.  Az eredeti cikk szerkesztőit annak laptörténete sorolja fel. Ez a jelzés csupán a megfogalmazás eredetét és a szerzői jogokat jelzi, nem szolgál a cikkben szereplő információk forrásmegjelöléseként.